# Биофункционализированные наноматериалы
Биофункционализированные наноматериалы или бионаноматериалы; нанобиоматериалы	(англ. biofunctionalized nanomaterials) — наноразмерный искусственно синтезированный материал, модифицированный для придания ему биосовместимости с живыми средами, либо наномодифицированный материал биологического происхождения.

## Описание

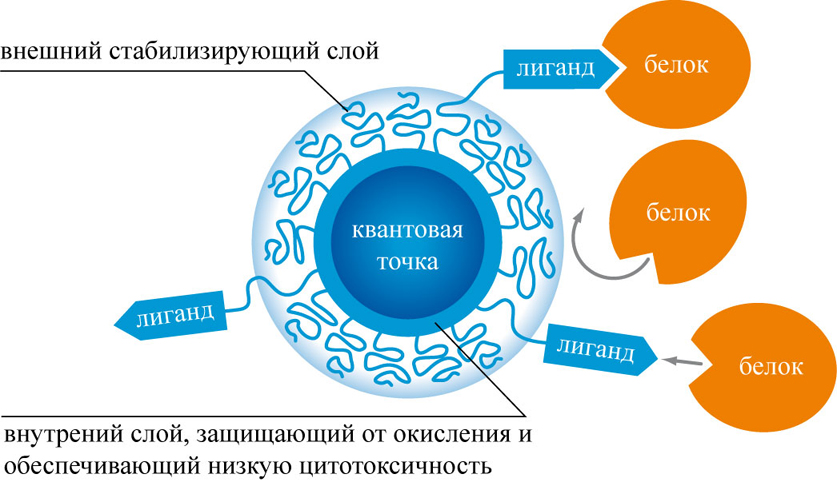
Схема биофункцонизированной квантовой точки: внутренний слой защищает частицу от окисления, внешний — обеспечивает стабильность суспензии и биосовместимость. Иммобилизованные лиганды управляют специфическим связыванием с биомолекулами.

В медицинской практике в ряде случаев возможно использование искусственно полученных материалов, например, в целях:
- ранней диагностики заболеваний;
- целевой доставки лекарственных препаратов;
- восстановления поврежденных органов и тканей.

Для придания синтетическим наноматериалам дополнительных функций — например, способности связываться со специфическими белками в организме, защиты от агрегации, более высокой растворимости в воде и др., часто используется приём химической модификации поверхности таких частиц.
Современные методы диагностики, такие, как магнитно-резонансная томография, позволяют визуализировать только размер и форму органа или опухоли. Новые методы визуализации — с использованием биофункционализированных флуоресцирующих полупроводниковых маркеров — имеют большие перспективы: лиганды на поверхности маркера взаимодействует с белками, специфическими для конкретной структуры — раковой опухоли, холестериновых бляшек и т. п., а интенсивное «свечение» закрепленного маркера позволяет получить четкую картинку расположения и строения патологического образования.
Наночастицы оксида железа имеют потенциал применения для гипертермии — уничтожения раковой опухоли за счет локального разогрева содержащей такие частицы поражённой области в магнитном поле. Функциональные группы на поверхности наночастиц оксида железа призваны предотвратить их агрегацию при введении в организм, ингибировать преждевременное растворение материала и обеспечить целевую доставку частиц в пораженную заболеванием область. Развивается аналогичная методика с использованием биофункционализированных наночастиц золота (разогрев области, где концентрируются такие частицы, проводят с применением лазера).
Другой пример биофункционализации — использование кальций-фосфатных покрытий. При «вторжении» в организм любого искусственного имплантата практически всегда наблюдается воспалительный процесс — реакция тканей на контакт с инородным телом. Например, в ортопедии находят широкое применение титановые имплантаты — благодаря своей высокой прочности, легкости, коррозионной стойкости. Для придания титановым изделиям более высокой совместимости с организмом на их поверхность наносят керамическое покрытие из фосфатов кальция, которое воспроизводит состав кости: такое покрытие ещё больше снижает коррозию материала и обеспечивает дружественный отклик костной ткани.